# Penambangan (Balong Bendo)
Penambangan is een bestuurslaag in het regentschap Sidoarjo van de provincie Oost-Java, Indonesië. Penambangan telt 4801 inwoners (volkstelling 2010).